# Джордже Вуядинович
Джордже Вуядинович (сербохорв. Đorđe Vujadinović, нар. 29 листопада 1909, Смедереве — пом. 5 жовтня 1990, Белград) — югославський футболіст, що грав на позиції нападника. По завершенні ігрової кар'єри — футбольний тренер.
Виступав, зокрема, за клуб БСК «Белград», а також національну збірну Югославії.
П'ятиразовий чемпіон Югославії. 

## Клубна кар'єра
Народився 29 листопада 1909 року в місті Смедереве. Вихованець футбольної школи клубу БСК (Белград). Дорослу футбольну кар'єру розпочав 1928 року в основній команді того ж клубу, кольори якої і захищав протягом усієї своєї кар'єри гравця, що тривала тринадцять років.  У складі «Белграда» був одним з лідерів і бомбардирів.
У перші роки в команді у 1929 і 1930 роках ставав з командою переможцем чемпіоном Белграда, завойовував бронзу чемпіонату в 1928 і срібло в 1929 роках. У 1928 році брав участь у складі своєї команди в матчах Кубку Мітропи, престижного турніру для провідних команд Центральної Європи. Белградський клуб вибув на першій стадії змагань, поступившись угорському «Ференцварошу» (0:7, 1:6).
Свою першу перемогу у національному чемпіонаті БСК здобув у першості 1931 року. Перемога вийшла дуже впевненою, адже столичний клуб виграв усі 10 матчів турніру, випередивши найближчого переслідувача загребську «Конкордію» на 9 очок. Вуядинович до того ж став найкращим бомбардиром чемпіонату з 12-ма забитими м'ячами. Лідерами тієї команди поряд з Джордже були Благоє Мар'янович, Милорад Арсеньєвич, Александар Тирнанич, Любиша Джорджевич, провідні гравці національної збірної.
Загалом у 30-х роках БСК домінував у югославському футболі. Вуядинович був у команді одним з головних бомбардирів, здобував титули чемпіона Югославії у 1933, 1935, 1936 і 1939 роках. Зіграв у складі клубу понад 400 матчів з врахуванням товариських. 
Наприкінці 30-х років знову виступав з командою у кубку Мітропи. Зокрема, долучився до історичної перемоги у 1939 році над празькою «Славією», чинним чемпіоном змагань. В домашньому матчі БСК переміг з рахунком 3:0, а один з голів забив капітан команди Вуядинович. У матчі відповіді югославський клуб програв мінімально і вийшов до півфіналу. В 1/2 белградська команда також була близькою до створення чергової сенсації, адже у першому матчі вдома перемогла майбутнього чемпіона змагань угорський «Уйпешт» 4:2 (Джордже забив один з голів), а у виїзному матчі після першого тайму нічийний результат 1:1. Але в другому таймі прославлений угорський нападник Дьюла Женгеллер забив п'ять м'ячів, чим визначив перемогу господарів з рахунком 7:1. Загалом у кубку Мітропи на рахунку Вуядиновича 12 матчів (10 у ролі капітана) і 2 голи у 1928, 1938—1940 роках.

## Виступи за збірну
1929 року дебютував в офіційних матчах у складі національної збірної Югославії. Протягом кар'єри у національній команді, яка тривала 12 років, провів у формі головної команди країни 44 матчі, забивши 18 голів.
У 1930 році став учасником першого розіграшу чемпіонату світу.  Югославія стала однією з небагатьох європейських збірних, що погодились поїхати до далекого Уругваю, до того ж команда відправилась у не найсильнішому складі, адже через конфлікт у федерації збірну представляли лише сербські футболісти. Попри це, югославська команда виступила найвдаліше з європейців, створивши найбільшу сенсацію змагань: на груповій стадії перемогла збірну Бразилії (2:1). Здолавши у другому матчі Болівію (4:0, один з м'ячів забив Вуядинович), югослави потрапили до півфіналу. В 1/2 Джордже знову відзначився голом, але його команда поступилась майбутньому чемпіонові збірній Уругваю з рахунком 1:6. 
Також у складі збірної двічі ставав переможцем Балканського кубка. Під час турніру в Афінах 1934-35 югослави в першому матчі змагань програли Греції (1:2), але завдяки перемогам над Болгарією (4:3) і Румунією (4:0) зуміли вийти на перше місце у підсумковій таблиці. Другу поспіль перемогу у змаганнях югославська збірна здобула 1935 році у Софії. У перших матчах команда впевнено здолала Румунію (2:0) і Грецію (6:1, один з голів на рахунку Джордже). У останній вирішальній грі проти господарів болгар Югославія завдяки двом голам Вуядиновича зіграла внічию 3:3 і випередила суперника у підсумковій таблиці завдяки кращій різниці м'ячів.

## Кар'єра тренера
Розпочав тренерську кар'єру як тренер молодіжної команди клубу «Партизан».
Надалі очолював команди клубу ОФК (Белград) та молодіжну збірну Югославії.
Останнім місцем тренерської роботи був клуб «Алтай», головним тренером команди якого Джордже Вуядинович був 1967 року.
Помер 5 жовтня 1990 року на 81-му році життя у місті Белград.

## Титули і досягнення
- Чемпіон Югославії: 1930-31, 1932-33, 1934-35, 1935-36, 1938-39
- Срібний призер чемпіонату Югославії: 1929, 1937-38, 1939-40
- Найкращий бомбардир чемпіонату Югославії: 1930-31
- Чемпіон футбольної асоціації Белграда: 1929, 1930
- Півфіналіст чемпіонату світу: 1930
- Переможець Балканського кубка: 1934-35, 1935
- Срібний призер Балканського кубка: 1929-31, 1932